# Municipio de Smithfield (Carolina del Norte)
El municipio de Smithfield (en inglés: Smithfield Township) es un municipio ubicado en el  condado de Johnston en el estado estadounidense de Carolina del Norte. En el año 2010 tenía una población de 16.409 habitantes.

## Geografía
El municipio de Smithfield se encuentra ubicado en las coordenadas 35°30′28.58″N 78°21′37.01″O / 35.5079389, -78.3602806.